# Australian Open de 2005
O Australian Open de 2005 foi um torneio de tênis disputado nas quadras duras do Melbourne Park, em Melbourne, na Austrália, entre 17 e 30 de janeiro. Corresponde à 37ª edição da era aberta e à 93ª de todos os tempos.

## Finais

### Profissional
| Categoria | Evento    | Campeã(s)(o/ões)                 | Vice-campeã(s)(o/ões)            | Resultado          | Chave(s)  | Chave(s)       |
| --------- | --------- | -------------------------------- | -------------------------------- | ------------------ | --------- | -------------- |
| Simples   | Masculino | Marat Safin                      | Lleyton Hewitt                   | 1–6, 6–3, 6–4, 6–4 | principal | qualificatório |
| Simples   | Feminino  | Serena Williams                  | Lindsay Davenport                | 2–6, 6–3, 6–0      | principal | qualificatório |
| Duplas    | Masculino | Wayne Black Kevin Ullyett        | Bob Bryan Mike Bryan             | 6–4, 6–4           | principal | principal      |
| Duplas    | Feminino  | Svetlana Kuznetsova Alicia Molik | Lindsay Davenport Corina Morariu | 6–3, 6–4           | principal | principal      |
| Duplas    | Misto     | Samantha Stosur Scott Draper     | Liezel Huber Kevin Ullyett       | 6–2, 2–6, 7–66     | principal | principal      |

### Juvenil
| Categoria | Evento    | Campeã(s)(o/ões)                  | Vice-campeã(s)(o/ões)         | Resultado | Chave(s)  | Chave(s)       |
| --------- | --------- | --------------------------------- | ----------------------------- | --------- | --------- | -------------- |
| Simples   | Masculino | Donald Young                      | Kim Sun-yong                  | 6–2, 6–4  | principal | qualificatório |
| Simples   | Feminino  | Victoria Azarenka                 | Ágnes Szávay                  | 6–2, 6–2  | principal | qualificatório |
| Duplas    | Masculino | Kim Sun-yong Yi Chu-huan          | Thiemo de Bakker Donald Young | 6–3, 6–4  | principal | principal      |
| Duplas    | Feminino  | Victoria Azarenka Marina Eraković | Nikola Fraňková Ágnes Szávay  | 6–0, 6–2  | principal | principal      |

### Cadeirante
| Categoria | Evento    | Campeã(s)(o/ões)                | Vice-campeã(s)(o/ões)         | Resultado     | Chave     |
| --------- | --------- | ------------------------------- | ----------------------------- | ------------- | --------- |
| Simples   | Masculino | David Hall                      | Robin Ammerlaan               | 7–5, 3–6, 6–1 | principal |
| Simples   | Feminino  | Mie Yaosa                       | Maaike Smit                   | 7–65, 6–1     | principal |
| Duplas    | Masculino | Robin Ammerlaan Martin Legner   | Anthony Bonaccurso David Hall | 6–4, 6–3      | principal |
| Duplas    | Feminino  | Florence Gravellier Maaike Smit | Yuka Chokyu Mie Yaosa         | 6–3, 6–3      | principal |